# Christian Maaß

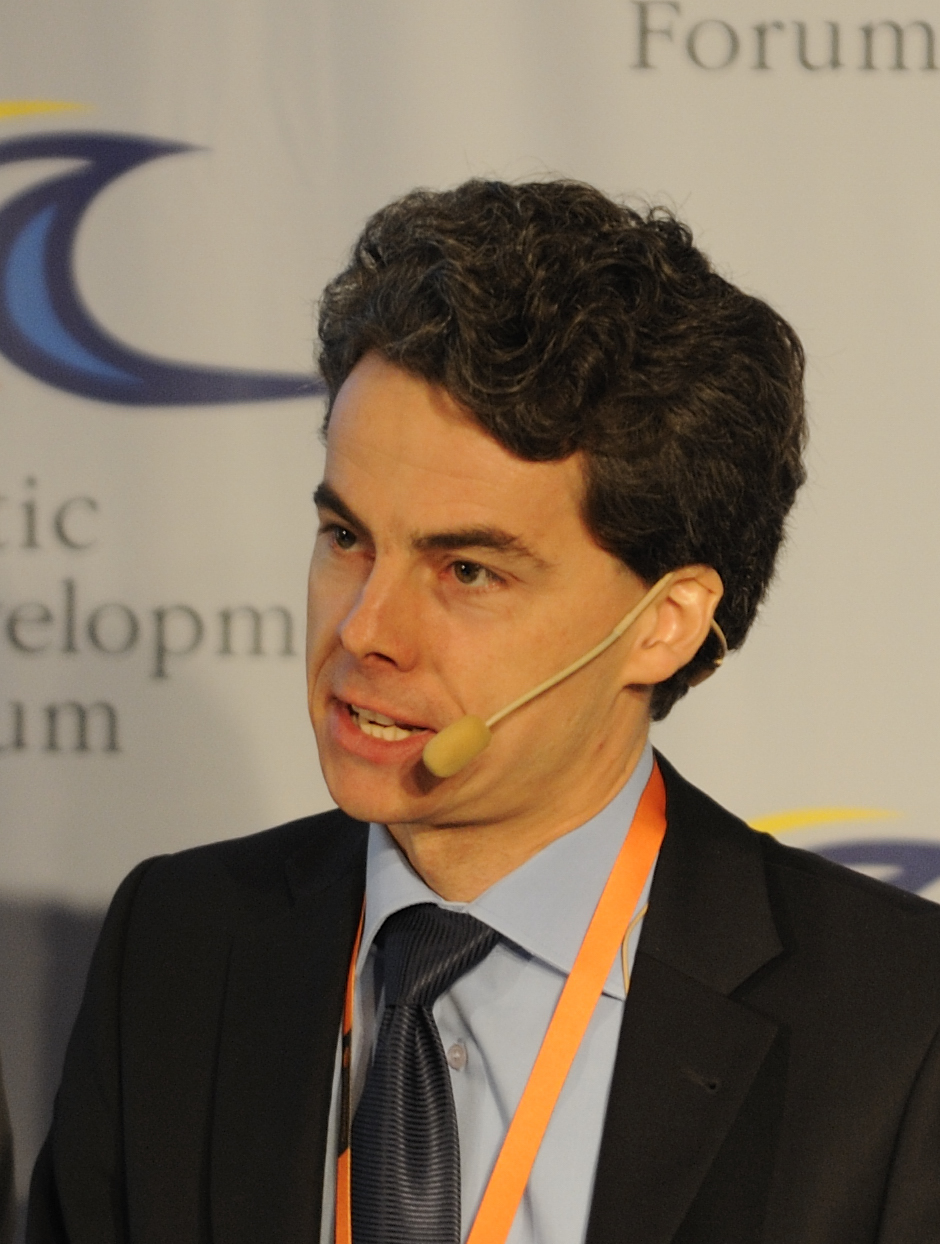
Christian Maaß

Christian Maaß (* 10. Juli 1972 in Hamburg) ist ein deutscher politischer Beamter und Politiker (Bündnis 90/Die Grünen). Er leitet die Abteilung „II - Wärme Wasserstoff und Effizienz“ im Bundesministerium für Wirtschaft und Klimaschutz. In Hamburg (ehemals GAL) war er von 2008 bis November 2010 Staatsrat in der Behörde für Stadtentwicklung und Umwelt.

## Leben
Christian Maaß wuchs im Hamburger Bezirk Altona auf. Während der Schulzeit am Gymnasium Corveystraße reiste er für ein Studienjahr in die USA. Anschließend studierte er Jura an den Universitäten in Hamburg und Genf. An der Universität Hamburg spezialisierte er sich als wissenschaftlicher Mitarbeiter im Bereich Umweltrecht.
Nach seiner Zeit als Staatsrat trat er als Partner in das Hamburg-Institut ein, einer Beratungs- und Forschungsgesellschaft im Bereich nachhaltiger Energien. Die gGmbH erhält Förderungen von 700.000 Euro vom Bundeswirtschaftsministerium.
Ehrenamtlich ist er Redakteur der „Zeitschrift für Umweltrecht“ und Vorsitzender des Vereins „Neue Energie Hamburg e. V.“

## Politik
Maaß gelangte 1994 durch die Arbeit im AStA und der akademischen Selbstverwaltung der Universität Hamburg zur GAL. Dort war er von 1997 bis Mai 2002 Sprecher der Landesarbeitsgemeinschaft Naturschutz. 
Ab Oktober 2001 war er Mitglied der Hamburgischen Bürgerschaft und stellvertretender Vorsitzender der GAL-Fraktion. Er war Vorsitzender des Umweltausschusses und zudem ständiger Vertreter im Rechts-, Stadtentwicklungs- und Sportausschuss. Für die GAL-Fraktion war er Fachsprecher für Umwelt und Verbraucherschutz. In der 17. Wahlperiode gehörte er auch dem parlamentarischen Untersuchungsausschuss „Schwarzer Filz“ an.
Seit dem 8. Mai 2008 war Maaß Staatsrat für den Bereich Umwelt in der Behörde für Stadtentwicklung und Umwelt der Freien und Hansestadt Hamburg und musste daher sein Abgeordnetenmandat niederlegen. Mit dem Ende der schwarz-grünen Koalition verlor Maaß im November 2010 seine Aufgabe als Staatsrat.